# Покрытие множества
Покры́тие в математике — семейство множеств, таких, что их объединение содержит заданное множество.
Обычно покрытия рассматривается в общей топологии, где наибольший интерес представляют открытые покрытия — семейства открытых множеств. В комбинаторной геометрии важную роль играют покрытия выпуклыми множествами.

## Определения
- Пусть дано множество {\displaystyle X}. Семейство множеств {\displaystyle C=\{U_{\alpha }\}_{\alpha \in A}} называется покрытием {\displaystyle X}, если

{\displaystyle X\subseteq \bigcup \limits _{\alpha \in A}U_{\alpha }.}
- Пусть дано топологическое пространство {\displaystyle (X,{\mathcal {T}})}, где {\displaystyle X} — произвольное множество, а {\displaystyle {\mathcal {T}}} — определённая на {\displaystyle X} топология. Тогда семейство открытых множеств {\displaystyle C=\{U_{\alpha }\}_{\alpha \in A}\subseteq {\mathcal {T}}} называется открытым покрытием множества {\displaystyle Y\subseteq X}, если

{\displaystyle Y\subseteq \bigcup \limits _{\alpha \in A}U_{\alpha }.}

## Связанные определения
- Если {\displaystyle C} — покрытие множества {\displaystyle Y}, то любое подмножество {\displaystyle D\subset C}, также являющееся покрытием {\displaystyle Y}, называется подпокры́тием.
- Если каждый элемент одного покрытия является подмножеством какого-либо элемента второго покрытия, то говорят, что первое покрытие впи́сано во второе. Более точно, покрытие {\displaystyle D=\{V_{\beta }\}_{\beta \in B}} вписано в покрытие {\displaystyle C=\{U_{\alpha }\}_{\alpha \in A}}, если

{\displaystyle \forall \beta \in B\;\exists \alpha \in A} такое, что {\displaystyle V_{\beta }\subseteq U_{\alpha }.}
- Покрытие {\displaystyle C=\{U_{\alpha }\}_{\alpha \in A}} множества {\displaystyle Y} называется лока́льно коне́чным, если для каждой точки {\displaystyle y\in Y} существует окрестность {\displaystyle U\ni y}, пересекающаяся лишь с конечным числом элементов {\displaystyle C}, то есть множество {\displaystyle \{\alpha \in A\mid U_{\alpha }\cap U\not =\varnothing \}} конечно.
- Покрытие {\displaystyle C=\{U_{\alpha }\}_{\alpha \in A}} множества {\displaystyle Y} называется фундамента́льным, если всякое множество, пересечение которого с каждым множеством {\displaystyle U\in C} открыто в {\displaystyle U},  открыто и в {\displaystyle Y}.
- {\displaystyle Y} называется компактным, если любое его открытое покрытие содержит конечное подпокрытие;
- {\displaystyle Y} называется паракомпактным, если в любое его открытое покрытие можно вписать локально конечное открытое покрытие.

## Свойства
- Любое подпокрытие вписано в изначальное покрытие. Обратное, вообще говоря, неверно.